# Jean-Jacques Andrien
Pour les articles homonymes, voir Andrien.
Jean-Jacques Andrien est un réalisateur belge né à Verviers le 1er juin 1944.
Il a réalisé des films comme Le fils d'Amr est mort (1975, grand prix du festival de Locarno et prix André-Cavens), Le Grand Paysage d'Alexis Droeven (1981, prix André-Cavens), Mémoires (1984, grand prix du festival de Mannheim), Australia (1989, avec Jeremy Irons, Fanny Ardant et Tchéky Karyo), ainsi que des courts-métrages, dont La pierre qui flotte qu'on dira surréaliste, et dont l'auteur raconte ici le point de départ tiré d'un récit populaire : « J'étais à Liège sur le pont des Arches et je vis sur le fleuve flotter une meule de moulin sur laquelle il y avait quatre hommes : le premier avait perdu les deux yeux, le deuxième les deux bras, le troisième les deux jambes, le quatrième ses habits... Un oiseau passa au-dessus d'eux : l'aveugle le vit, le cul de jatte courut après, l'homme sans bras le saisit et l'homme nu le mis dans sa poche... »

## Biographie

### Jeunesse
Jean-Jacques Andrien est né à Verviers en province de Liège le 1er juin 1944.

### Carrière
Jean-Jacques Andrien fut l'un des signataires du Manifeste pour la culture wallonne en 1983, avec Julos Beaucarne, Jean-Marie Klinkenberg, Jean Louvet, Jacques Dubois, Michel Quévit, José Fontaine, etc.

## Style
On a parfois dit que l'auteur mettait en intrigue des documentaires poétisés. C'est surtout vrai, sans doute, du film sorti en 1981, Le grand paysage d'Alexis Droeven, qui met en scène la paysannerie du Pays de Herve en proie aux difficultés des rapports avec la politique agricole commune de l'Union européenne. La manière dont le réel y apparaît parfois comme une fiction ou dont le réel s'y introduit sous les habits de la fiction donne à l'ensemble du film une atmosphère étrange. On peut songer, notamment, à la scène de la décapitation de l'oie, coutume locale au cours de laquelle un individu bandé doit séparer la tête de l'oie (suspendue à une corde et dont la position peut varier dans l'espace pour l'homme aux yeux bandés) de son corps à l'aide d'un sabre. Dans Le grand paysage d'Alexis Droeven, c'est à un ouvrier agricole flamand que le personnage éponyme impose cette épreuve. Le Flamand échoue et s'empare finalement de l'oie qu'il n'a pas pu décapiter, enfreignant ainsi la règle du jeu. Il s'ensuit une course poursuite qui fait s'enfoncer les deux hommes dans le paysage de la nature, dont le paysan moderne (Alexis) s'est éloigné, contrairement à l'ouvrier agricole, qui en demeure proche.
Andrien a beaucoup réfléchi sur la question de l'identité.
Peu avant sa sortie officielle, Le Monde écrivait qu'il s'agissait là du « premier grand film du cinéma wallon ».
Jean-Jacques Andrien est un des rares cinéastes belges à avoir osé le romanesque dans Australia avec dans les rôles principaux Fanny Ardant et Jeremy Irons.

## Filmographie

### En tant que réalisateur / producteur
- 1972 : La pierre qui flotte (court métrage)
- 1972 : Le rouge, le rouge et le rouge (court métrage)
- 1975 : Le fils d'Amr est mort
- 1981 : Le Grand Paysage d'Alexis Droeven
- 1984 : Mémoires (documentaire)
- 1989 : Australia
- 2012 : Il a plu sur le grand paysage (documentaire)

### En tant que producteur
- 1986 : Genesis de Mrinal Sen
- 1989 : Hoppla ! (documentaire) de Wolfgang Kolb
- 1991 : Parfois trop d'amour de Lucas Belvaux
- 1995 : Chiens errants (court métrage) de Yasmine Kassari
- 2000 : Linda et Nadia (court métrage) de Yasmine Kassari
- 2001 : Quand les hommes pleurent (documentaire) de Yasmine Kassari
- 2004 : L'Enfant endormi (The Sleeping Child) de Yasmine Kassari

## Distinctions
- 1972 : Meilleur court-métrage de fiction au festival international de Grenoble pour Le rouge, le rouge et le rouge
- 1972 : Award for the Best Short Feature Film - Knokke film Festival 1972 (Belgium) pour Le rouge, le rouge et le rouge
- 1975 : Grand prix (Léopard d'Or) du festival de Locarno pour Le fils d'Amr est mort
- 1976 : prix André-Cavens de l'Union de la Critique Cinématographique de Belgique - meilleur film belge 1976 pour Le fils d'Amr est mort
- 1981 : Mention spéciale du jury du festival international de Berlin pour Le Grand Paysage d'Alexis Droeven
- 1981 : Ducat d'Or du jury international au Festival international du film de Mannheim pour Mémoires
- 1982 : Grand prix du festival d'Aurillac 1982 pour Mémoires
- 1989 : Prix de la meilleure photographie au festival de Venise 1989 pour Australia
- 1989 : Prix "Kodak Cristal Award" pour Australia